# Kaija Koo
Kaija Kokkola (Helsinki, 10 de septiembre de 1962), más conocida por su nombre artístico Kaija Koo, es una cantante finlandesa.
Empezó su carrera cuando tenía 17 años, como miembro de una banda Steel City, más tarde conocida como Kaija Koo Banda, hasta que se disolvió y Kaija Koo se convirtió en solista. Su álbum de debut de solista, Kun savukkeet en loppuneet, fue lanzado en 1986. El siguiente álbum fue Tuulten viemää, creado con su entonces marido Markku Impiö y lanzado en 1993, fue el gran logro de Kaija Koo. Vendió 175 000 copias, haciéndolo el sexto mejor álbum vendido de todos los  tiempos en Finlandia. Kaija Koo también ha participado en la preselección finlandesa del Festival de la canción de Eurovisión de 1981 como miembro del coro de Frederik de la canción «Titanic».
Desde su logro, Kaija Koo se ha mantenido exitosa, lanzando un nuevo álbum cada pocos años. Durante su carrera, ha vendido más de 540 000 copias certificadas, el cual la hace la 16.ª artista musical que más vende, la novena solista que más vende y el tercera solista femenina que más vende en Finlandia.

## Discografía

### Álbumes de estudio
| Año  | Álbum                      | Posición de cumbre FIN |
| ---- | -------------------------- | ---------------------- |
| 1986 | Kun savukkeet En loppuneet | -                      |
| 1993 | Tuulten viemää             | 1                      |
| 1995 | Tuulikello                 | 7                      |
| 1997 | Unihiekkamyrsky            | 1                      |
| 1998 | Operaatio jalokivimeri     | 1                      |
| 1999 | Tinakenkätyttö             | 5                      |
| 2002 | Mikään ei riitä            | 2                      |
| 2004 | Viiden minuutin hiljaisuus | 3                      |
| 2005 | Joulukirkossa              | –                      |
| 2007 | H-Hetki                    | 10                     |
| 2010 | Irti                       | 2                      |
| 2014 | Kuka sen opettaa           | 1                      |
| 2016 | Sinun naisesi              | 2                      |

### Recopilaciones
| Año  | Álbum                                          | Posición de cumbre |
| Año  | Álbum                                          | FIN                |
| ---- | ---------------------------------------------- | ------------------ |
| 2000 | Tuuleen piirretyt vuodet 1980@–2000            | 5                  |
| 2006 | Minä olen muistanut                            | –                  |
| 2011 | Tähtisarja – 30 suosikkia                      | 46                 |
| 2011 | Kaunis, rietas, onnellinen – Parhaat 1980–2011 | 2                  |

### Singles
| Año  | Título                     | Posición de cumbre | Álbum                                        |
| Año  | Título                     | FIN                | Álbum                                        |
| ---- | -------------------------- | ------------------ | -------------------------------------------- |
| 1999 | "Tinakenkätyttö"           | 10                 | Tinakenkätyttö                               |
| 2002 | "Mikään ei riitä"          | 15                 | Mikään ei riitä                              |
| 2010 | "Vapaa"                    | 1                  | Irti                                         |
| 2011 | "Kaunis rietas onnellinen" | 7                  | Kaunis rietas onnellinen – Parhaat 1980–2011 |
| 2014 | "Kuka sen opettaa"         | 17                 | Kuka sen opettaa                             |
| 2016 | "Siniset tikkaat"          | —                  |                                              |
| 2016 | "Nää yöt ei anna armoo"    | 6                  |                                              |
| 2017 | "Syypää Sol hymyyn"        | 12                 | Vano elämää kausi 7                          |

### Listado
- "Steel City" (1980) (Steel City)
- "Seis" (1980) (Steel City)
- "Kaupungin kasvot" (1981) (Steel City)
- "Radio Girls" (1982) (Steel City)
- "Muodikkaat kasvot" / "Pelihalli" (1983) (Kaija Kokkola & City Band)
- "Velho" / "Kolmen jälkeen aamulla" (1984)
- "Tyhjyys" / "Kuka huutaa" (1985)
- "Kaikki vanhat filmit" (1985)
- "Kun savukkeet on loppuneet" (1986)
- "Pelkään sua, pelkäät mua" (1986)
- "Kuka keksi rakkauden" (1993)
- "Niin kaunis on hiljaisuus" (1993)
- "Tule lähemmäs Beibi" (1993)
- "Kylmä ilman sua" (1994)
- "Menneen talven lumet" (1995)
- "Seuraavassa elämässä" (1995)
- "Taivas sisälläni" (1995)
- "Viisi vuodenaikaa" (1995)
- "Maailman tuulet vie" (1995)
- "Unihiekkamyrsky" (1997)
- "Minä muistan sinut" (1997)
- "Minun tuulessani soi" (1998)
- "Päivät lentää" (1998)
- "Siipiveikko" (1998)
- "Valomerkin aikaan" (1998)
- "Isä" (1999)
- "Ex-nainen" (2000)
- "Jos sua ei ois ollut" (2000)
- "Antaa olla" (2001)
- "Yhtä kaikki" (2002)
- "Et voi satuttaa enää" (2002)
- "Kylmät kyyneleet" (2004)
- "Aika jättää" (2004)
- "Alan jo unohtaa" (2004)
- "Huone kahdelle" (2005)
- "Jouluyö, juhlayö, toive joululaulu" (2005)
- "Minä olen muistanut" (2006)
- "Mentävä on" (2007)
- "Erottamattomat" (2007)
- "Miltä se tuntuu?" (2007)
- "Minä uskon" (2008)
- "Rakkaus on voimaa" (2010)
- "Ja mä laulan" (2011)
- "Vanhaa suolaa" (2011)
- "Päivä kerrallaan" (2012)
- "Supernaiset" (2014)